# 코닉세그 레제라
코닉세그 레제라(스웨덴어: Koenigsegg Regera)는 코닉세그의 스포츠카로 2016년에 코닉세그 아제라 모델의 후속으로 출시되었다. 80대 한정생산을 목표로 제작된 차량으로 여기서 레제라의 어원은 스웨덴어로 통치하다, 지배하다는 의미로, 스웨덴어의 원래 발음은 레예라로 불리나 현재 생산 중인 아제라와 어감을 맞추기 위해 레제라로 발음하고 있다.